# Hekari United FC
(PRK) Hekari United FC ist ein Fußballklub aus der papua-neuguineischen Hauptstadt Port Moresby. Bekannt wurde er vor allem durch den Gewinn der OFC Champions League 2010, als er sich im Finale gegen den neuseeländischen Favoriten Waitakere United durchsetzte.

## Geschichte
Hekari United wurde 2003 gegründet. Seit Einführung der halbprofessionellen höchsten Spielklasse Papua New Guinea National Soccer League (offiziell Telikom NSL Cup) im Jahre 2006 gewann Hekari alle nationalen Meistertitel. 2009 und 2010 repräsentierte die Mannschaft zudem Papua-Neuguinea in der OFC Champions League. Bei der ersten Teilnahme schied man allerdings mit sechs Punkten als Gruppenzweiter hinter Koloale FC Honiara von den Salomonen aus.
Nachdem Hekari United in der OFC Champions League 2010 in den ersten beiden Spielen nur einen Punkt erspielen konnte, siegte die Mannschaft vier Mal in Folge und qualifizierte sich somit für das Finale gegen Waitakere United, das zuvor bereits Auckland City und AS Magenta besiegt hatte. Obwohl Waitakere als klarer Favorit gehandelt wurde, setzte sich Hekari im Hinspiel in Port Moresby vor 15.000 Zuschauern mit 3:0 durch. Im Rückspiel in Neuseeland reichte eine 1:2-Niederlage für den Titelgewinn aus. Es war der erste Sieg eines Teams in der OFC Champions League, das nicht aus Australien oder Neuseeland kam.
Als Sieger der OFC Champions League war Hekari United als Vertreter Ozeaniens für die FIFA-Klub-Weltmeisterschaft 2010 in Abu Dhabi qualifiziert. Dort schied die Mannschaft allerdings im Playoff um das Viertelfinale gegen al-Wahda, den Vertreter des Gastgeberlandes VAE, mit einer 0:3-Niederlage aus dem Turnier aus.

## Erfolge
- National Soccer League: 9

2006 (als PRK Souths United FC), 2007/08, 2008/09, 2009/10, 2010/11, 2011/12, 2013, 2014, 2023
- OFC Champions League: 1

2010
- 2. Platz, OFC Women’s Champions League

2023, 2024